# Reflexologia (psicologia)
Reflexologia significa, literalmente, o estudo dos reflexos e corresponde à escola de fisiologia objetiva de origem russa que teve, como seus epígonos,  Ivan Sechenov (1829-1905), Vladimir Bekhterev (1857-1927) e Ivan Pavlov (1849-1936). Foi uma escola que exerceu um profundo efeito sobre a psicologia behaviorista e as teorias da aprendizagem.
Em sua "Breve história da psicologia", Cabral & Oliveira consideram Bekhterev o legítimo iniciador da psicologia reflexológica ao publicar, em 1907, o primeiro dos três volumes de sua "Psicologia Objetiva" (1907-1910), fundamentada no comportamento e não na fisiologia nervosa. Por outro lado, não se pode ignorar o impacto da obra "Reflexos do Cérebro" (1863), de Sechenov, que inaugurou a psicofisiologia russa, e cujas proposições de investigação resultaram na fundação do primeiro laboratório de psicofisiologia (por Bekhterev em 1863) e no experimento prototípico de Ivan Pavlov sobre reflexo condicionado, com seu conhecido desdobramento (numa série de publicações e experimentação posteriores) para estudo da "atividade nervosa superior".)

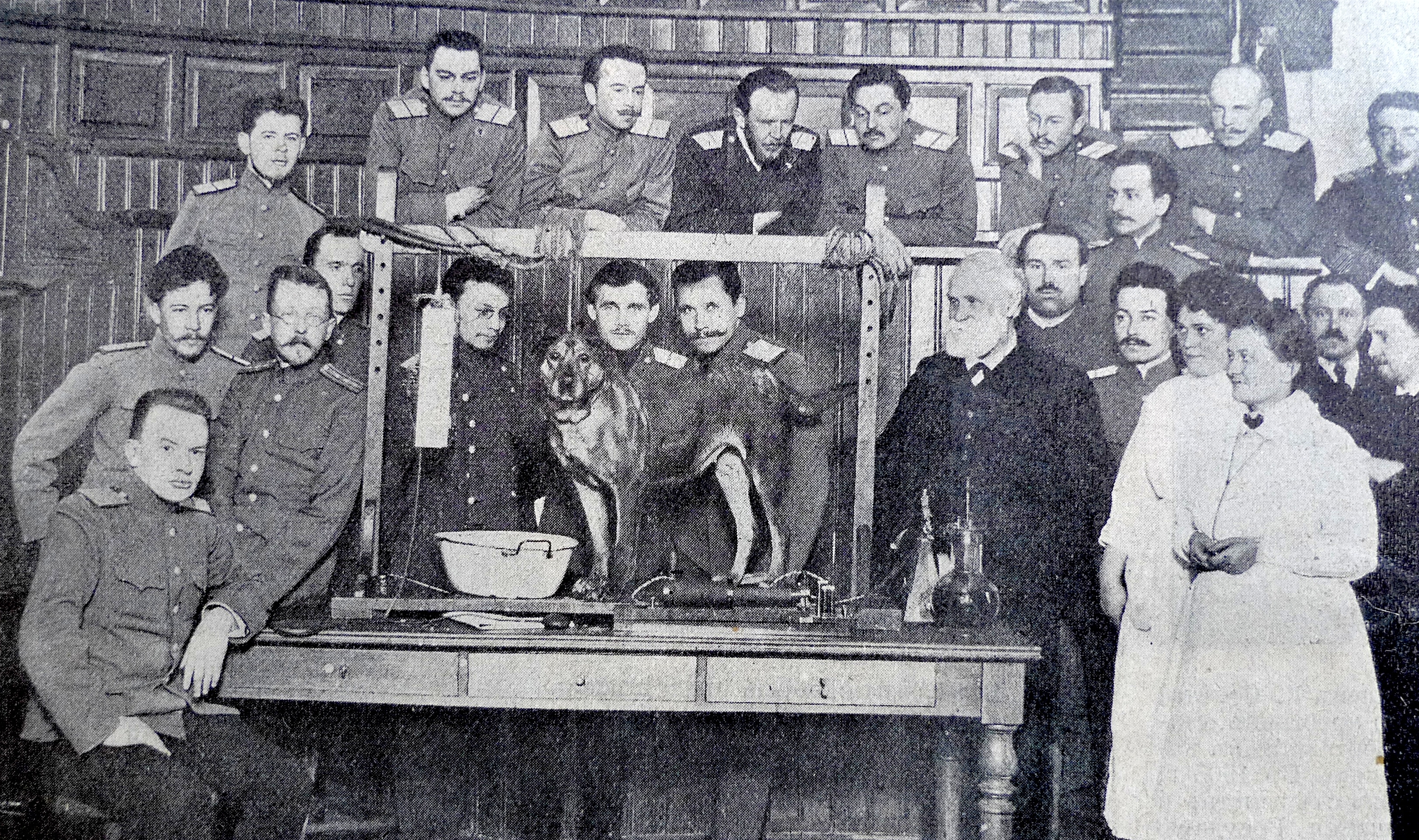
Ivan Pavlov (1849 - 1936) e equipe em 1935

## Entre a Fisiologia e a Neuropsicologia
A psicologia russa desenvolveu-se em dois nítidos períodos com orientações opostas. Antes da Revolução Russa de 1917, a psicologia oficial era herdeira da metafísica herdada da filosofia e desenvolveu-se fundamentada na fisiologia do sistema nervoso desenvolvida a partir dos contribuições de I. Pavlov, cujos feitos foram inclusive usados por outras escolas de psicologia científica da época (behaviorismo) para o estudo do comportamento observável e o surgimento de uma psicologia marxista. Com a orientação ideológica do governo revolucionário instituído para qualquer atividade na União Soviética, graças a Lev Vygotsky (1896-1934) e seus colaboradores, a psicologia soviética não se limitou nem à tradição fisiologista (da reflexologia desenvolvida por W. M. Bechterew (1857-1927) nem ao controle da ideologia do Estado. Com habilidade, conciliou as perspectivas sociais à psicologia cognitiva de base neurofisiológica (a exemplo de seus trabalhos sobre defectologia,) numa abordagem que provou ser tão interessante que continua atual, graças à continuidade dada após sua morte por Alexander Luria (1902 — 1977), sem perder a sua própria identidade, a psicologia cultural-histórica.
Para Vygotsky, a reflexologia compunha-se dos postulados de Békhterev sobre os reflexos concatenados (como aquelas reações de resposta do organismo a estímulos externos em situações experimentais) e dos postulados de I. Pavlov sobre reflexos condicionados. Contudo, como ele mesmo assinala, a reflexologia passa do estudo das relações mais elementares do homem com o meio ambiente (a atividade que responde às formas e fenômenos mais primitivos) à investigação de interações muitíssimo complexas e variadas, sem as quais não se pode decifrar o comportamento humano em suas leis mais importantes.
Békhterev assim a definiu:
A ciência que denomino Reflexologia consiste no estudo da atividade correlativa do organismo no sentido amplo da palavra, e por atividade correlativa denomino todas as reações inatas e adquiridas individualmente, começando pelos reflexos inatos e reflexos organizados-complexos até os reflexos mais complexos adquiridos que no homem começam nas ações e condutas e incluem sua conduta característica (BECHTEREV, 1973, p. 171  ).
O programa de Bekhterev apesar de ter iniciado, como visto, na proposição de desenvolvimento de uma "psicologia objetiva" pretendia inovar as ciências humanas, o que tem sido até agora explorado principalmente no contexto da história da psicologia russa. Segundo Byford  Menos atenção tem sido dada ao lugar que a “psicologia objetiva” e a “reflexologia” ocuparam na “ciência infantil” - o campo amorfo (muldisciplinar), porém dinâmico, do esforço científico que floresceu mundialmente na virada do século XX, reunindo uma diversidade de áreas, incluindo psicologia do desenvolvimento e educação, psiquiatria infantil e educação especial, higiene escolar e testes mentais, criminologia juvenil e antropologia da infância, o que se denominou como pedologia, ou estudo sistemático da vida e do desenvolvimento das crianças. Ainda segundo este autor a principal inovação embutida na ideia de “pedologia” era a conceituação da criança como um objeto distinto da investigação científica - uma forma humana emergente e, portanto, substancialmente diferente, exigindo novos modelos teóricos e métodos empíricos de estudo.
Bekhterev identificou a psicologia como ocupando uma posição central nas ciências humanas e da vida, situada na junção entre o biofisiológico e o sócio-histórico. Enquanto professor de doenças nervosas e psiquiátricas da Universidade de Kazan e fundador do primeiro laboratório russo a realizar pesquisas em psicologia experimental tanto ao em proposições wundtianas como, (para Byford o.c., principalmente),  suas pesquisas experimentais exploraram  um contexto médico, como demanda de uma clínica neuropsiquiátrica que exercia, e os experimentos realizados foram voltados a pesquisas neuroanatômicas e neurofisiológicas.
Observe-se que apesar de o mérito da cunhagem do termo neuropsicologia caber ao psicólogo canadense Donald Olding Hebb (1904-1985), pode-se afirmar tranquilamente que, além das contribuições do próprio Bekhterev nessa área, foram imprescindíveis as contribuições de Vygotsky e Luria, os psicofisiologistas de segunda geração da "escola russa de fisiologia objetiva", onde destacam-se seus estudos sobre a localização das funções cerebrais, modificando as noções de centros da ação reflexa a partir dos analisadores corticais fixos propostos por Pavlov (1849-1929), que inauguram a moderna noção de neuroplasticidade, segundo Karl H. Pribram (1919) conciliando a observação clínica, como testes neuropsicológicos e relatórios cirúrgicos e patológicos dos portadores de lesão cerebral.

## Reflexoterapia(s)
A reflexologia situa-se no âmbito da psicofisiologia, sendo inquestionável o valor do estudo dos reflexos para a neurologia. Após as contribuições de Pavlov, passou a possuir ampla aplicação ao desenvolvimento da medicina psicossomática e à compreensão de diversos aspectos da patologia. Segundo Pavlov, "os estados patológicos correspondem a um encontro ou contato do organismo com uma condição extraordinária qualquer, ou mesmo a condições habituais em proporções insólitas". Inclui, nas condições adversas, a exposição a tóxicos, micróbios etc. e os fenômenos de ordem psicossocial.
Para Souza Júnior & Crino, os principais trabalhos desenvolvidos no início do século XX na medicina psicossomática e doenças do sistema nervoso pelo grupo liderado por Bechterew se caracterizavam pelas tentativas de interpretação simultânea de aspectos anatomofisiológicos e psicossociais. Ocupavam-se tanto das abordagens com vieses comportamentalistas e cognitivistas da dinâmica fisiológica das emoções, como da interpretação e intervenções para correção de neuropatologias e défices de organização e integração de diferentes funções cerebrais, a partir da aprendizagem reflexa como base para diversos dos seus procedimentos terapêuticos, um outro aspecto de importância para pesquisas atuais.
Para Astrup, que, inclusive, destaca o valor da sonoterapia no tratamento das doenças psicossomáticas, nessa área, o especialista defronta-se com os distúrbios locais dos órgãos e com as perturbações da atividade nervosa superior. Segundo este autor, nos últimos anos, os aspectos comportamentais têm sido integrados com os aspectos da pesquisa eletrofisiológica e bioquímica mas, embora a importância dos mecanismos córtico-viscerais tenha sido demonstrada, o conhecimento nessa campo é, ainda, fragmentário.
Atualmente, essa disciplina científica possui aplicações à prática psiquiátrica com variações bastante difundidas tais como o "treinamento autógeno de Shultz" (1884-1970); o método de relaxamento progressivo de Jacobson (1888-1983); a técnica do "parto sem dor" (método psicoprofilático para analgesia do parto) que, segundo consta, foi desenvolvida pelos neuropsicólogos russos Velvovski e Platonov a partir da teoria do condicionamento de Pavlov e das aplicações terapêuticas da hipnose em colaboração com os toxólogos V. Ploticher e E. Shugon por volta de 1947. 
Mais recentemente, assistimos a uma intensificação de aplicações da reflexologia à terapia, talvez decorrente do sucesso (valor preditivo da teoria) das explicações pavlovianas ao mecanismo de ação da acupuntura, seja a teoria do reflexo víscero-cutâneo; inibição cortical (advindas dos experimentos de sono prolongado ) e teoria da contra-irritação de Alexei D. Speranski (1888 - 1961) ou mesmo as considerações de variações do efeito da aplicação de agulhas segundo os temperamentos descritos à luz dos mecanismos de inibição – excitação nervosa proposto por Pavlov . 

Dermátomos

### Reflexologias
Registra-se, de fato, em nossos dias, uma ampliação de modalidades terapêuticas que utilizam a concepção de reflexo (reflexoterapia) denominadas "erroneamente", pelo visto, como reflexologia. Observe-se, porém, que a noção de reflexo é anterior à teoria do reflexo condicionado de  I. Pavlov. Tais modalidades terapêuticas são geralmente associadas a técnicas de massoterapia, sendo as mais conhecidas as técnicas de estimulação da coluna vertebral; estimulação dos pés (podorreflexoterapia), mãos e pavilhão auricular. Essa última, confundindo-se com técnicas específicas de acupuntura. A eficácia e reconhecimento social dessas práticas, em sua maioria, não estão bem estabelecidos.